# Macwilliam (Familie)
Die Familie Macwilliam (auch Meic Uilleim) war eine Familie des schottischen Adels. Ab den 1170er Jahren bis zum wahrscheinlichen Erlöschen der Linie um 1230 beanspruchten Angehörige der Familie den schottischen Thron.

## Herkunft

Schottland im frühen Mittelalter. Die Rebellionen der Macwilliams fanden vor allem in Nordschottland, besonders in Ross und Moray Unterstützung.

Die Familie Macwilliam war eine ältere Nebenlinie des schottischen Königshauses Dunkeld. Die Familie stammte von dem schottischen König Duncan II. ab, der 1094 als König von seinem Onkel Donald III. verdrängt worden war. Namensgeber der Familie war Duncans Sohn William FitzDuncan, der nach englischen, aber nicht nach schottischen Angaben als Earl of Moray bezeichnet wurde. Worauf sich dieser Anspruch begründete, ist unklar. Möglicherweise hatte Duncan II. Besitzansprüche im nordschottischen Moray gehabt, vielleicht beanspruchte William FitzDuncan den Titel auch im Namen seiner ersten Frau, die eine Verwandte des 1130 getöteten Angus, Earl of Moray gewesen war. Angus hatte gegen den schottischen König David I. den Thron beansprucht, und da er kinderlos gestorben war, beanspruchte William FitzDuncan sein Erbe. Trotz dieses möglichen Thronanspruchs war William FitzDuncan bis zu seinem Tod vor 1154 ein loyaler Unterstützer von König David I. 

## Anspruch auf den schottischen Thron und die Rebellion von 1181 bis 1187
Auch nach William FitzDuncans Tod erhoben die Kinder aus seinen beiden Ehen zunächst keine Ansprüche auf Moray oder gar auf den schottischen Thron. Sie unterstützten auch nicht die Revolten von Somerled, Lord of Argyll oder 1160 die Revolte einer Gruppe schottischer Magnaten gegen König Malcolm IV. Bis zu Beginn der 1170er Jahre änderte sich jedoch die politische Lage in Nordschottland. Nach dem Tod von Somerled 1164 und der Aufteilung seines Reiches unter seinen Söhnen wurde die Region in Nordwestschottland politisch instabil. Nach dem Tod von William FitzDuncan war auch kein neuer Earl of Moray ernannt worden, stattdessen versuchte König Wilhelm I. ab 1165, die Region fester unter seine Herrschaft zu bringen. Nach dem Tod von Malcolm Macheth 1168 ernannte der König auch keinen neuen Earl of Ross. Um diese Zeit erhob wahrscheinlich Donald Ban Macwilliam, der vermutlich ein unehelicher Sohn von William FitzDuncan war, nach dem Tod seiner Brüder Ansprüche auf das Erbe seines Vaters. Angesichts der wachsenden Macht des Königs begannen mehrere nordschottische Adlige, die Ansprüche von Donald Ban zu unterstützen. 1181 begann Donald Ban eine Revolte gegen den König, die sich auf weite Teile Nordschottlands ausweitete. Ross und Moray gerieten mehrere Jahre lang unter die Kontrolle der Rebellen. Erst im Sommer 1187 konnte der König die Rebellion niederschlagen. Donald Ban wurde dabei getötet. 

## Die Rebellionen von 1211 bis 1215

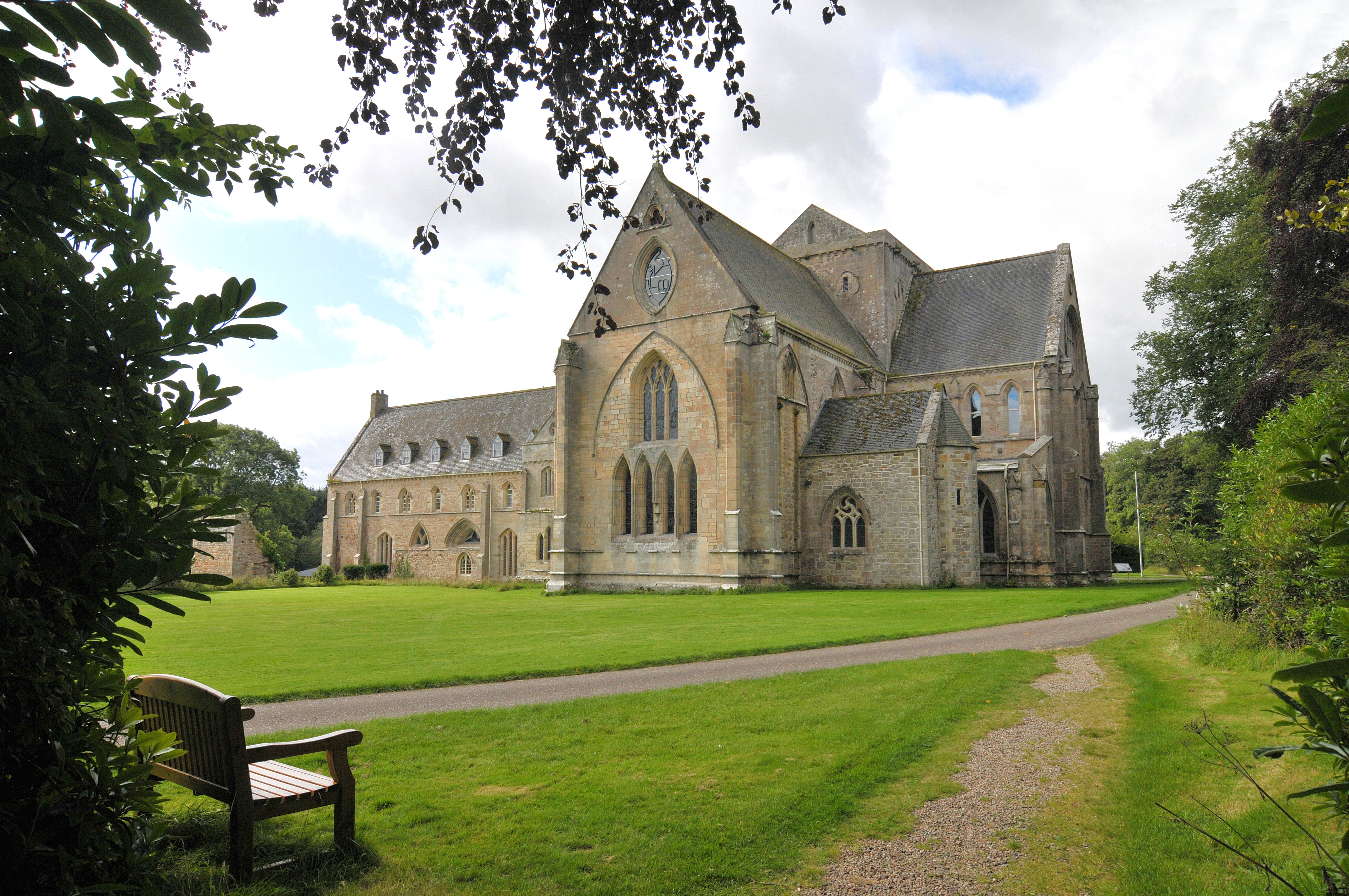
Die von König Alexander II. wohl zum Dank für die Niederschlagung der Macwilliam-Rebellionen gestiftete Klosterkirche Pluscarden

Nach dem Scheitern der Rebellion 1187 unterstützten die überlebenden Mitglieder der Familie Macwilliam nicht die Revolten von Harald Maddadsson, Earl of Orkney zwischen 1196 und 1203. Als aber 1210 der englische König Johann Ohneland einen Feldzug nach Irland führte, wurde vielleicht Guthred Macwilliam von der Insel vertrieben. Guthred Macwilliam war ein Sohn von Donald Ban und hatte im nordirischen Ulster als Söldner gegen die Engländer gekämpft. Im Januar 1211 landete er mit lokaler Unterstützung, möglicherweise von der Familie Macheth, in Ross und begann eine Revolte gegen den schottischen König. Nach wechselvollen Kämpfen wurde er 1212 verraten, gefangen genommen und als Rebell hingerichtet. Dennoch griff sein Bruder Donald Ban Macwilliam, der bereits an der Rebellion von 1211 teilgenommen hatte, mit Unterstützung durch Kenneth Macheth Unterstützer des Königs in der Nordschottland an. Nach anfänglichen Erfolgen wurde die Rebellen im Mai oder Juni 1215 von Ferchar Mactaggert, einem königstreuen Adligen aus Ross, besiegt. Donald Ban und die anderen Führer der Rebellion wurden getötet.
Im Gegensatz zu der Rebellion in den 1180er Jahren wurden die beiden Revolten von 1211 bis 1212 und von 1215 schnell niedergeschlagen. Dies hatte mehrere Gründe gehabt. Nach 1179 hatte König Wilhelm I. in Nordschottland neue Burgen bauen lassen und Burghs mit königstreuen Siedlern gegründet. Aber auch die politische Haltung des schottisch-gälischen Adels hatte sich gewandelt, wie das Beispiel von Ferchar Mactaggert zeigt. Viele Adlige hatten die Vorteile einer konstanten Herrschaft erkannt und wurden loyale Unterstützer der rechtmäßigen Könige. Die Angst vor einer neuen Revolte der Macwilliams führte aber vermutlich mit dazu, dass nur einen Tag nach dem Tod von König Wilhelm I. im Dezember 1214 sein Sohn Alexander in Scone als neuer König inthronisiert wurde.

## Revolten der 1220er Jahre und Auslöschung der Familie
Ein letztes Mal trat die Familie Macwilliam in den 1220er Jahren in Erscheinung. Angeblich musste König Alexander II. nach einem Besuch beim englischen König im Herbst 1223 rasch nach Moray ziehen, um eine Revolte eines Gillescop niederzuschlagen. Wenn dies zutrifft, konnte Gillescop aber dem König entkommen. Wahrscheinlicher ist, dass der König aufgrund des Machtkampfs zwischen Ragnvald und Olaf um den Thron der Isle of Man nach Moray gezogen war, in den Ferchar Mactaggert verwickelt worden war. Die Chronisten brachten diesen Zug des Königs irrtümlich mit der von Gillescop geführten Rebellion in Verbindung, die vor September 1228 in Moray begann. Gillescop gehörte wahrscheinlich der Familie Macwilliam an, wobei unklar ist, wie er mit Guthred oder Donald Ban Macwilliam verwandt gewesen war. Er wurde von einem Roderick unterstützt, der vermutlich der nordwestschottische Adlige Ruairi war. Gillescop griff mit seinen Anhängern zunächst Abertarff Castle an, eine Burg an der Stelle des heutigen Fort Augustus. Die Rebellen konnten die Burg zerstören und den Burgherrn Thomas of Thirlestane, einen Vasallen von Alan of Galloway, töten. Anschließend plünderten die Rebellen Anfang September 1228 die Region um Inverness. Alexander II. eilte mit einer kleinen Streitmacht nach Inverness und schützte so die Stadt. Dann übertrug er William Comyn, Earl of Buchan und Justiciar of Scotia, die Niederschlagung der Rebellion. Gillescop wurde zusammen mit zwei seiner Söhne 1229 getötet, ihre abgeschlagenen Köpfe wurden dem König präsentiert.
In Irland hatte Alan of Galloway 1229 eine Tochter von Hugh de Lacy geheiratet. Der anglo-irische Magnat Hugh de Lacy hatte bislang die Macwilliams unterstützt. Nach der Heirat seiner Tochter konnten die irischen Häuptlinge wahrscheinlich bewegt werden, die Unterstützung für Rebellen gegen den schottischen König zu beenden. Im Winter von 1229 bis 1230 wurden die verbliebenen Mitglieder der Macwilliams besiegt. Die letzte bekannte Angehörige der Familie, eine kleine Tochter von Gillescop, wurde Anfang 1230 mit dem Kopf gegen das Marktkreuz von Forfar geschleudert und getötet. Die brutale Tat schockierte bereits die Zeitgenossen, doch der König hatte damit ein klares Signal gegen mögliche weitere Rebellen gegeben. Weihnachten 1230 feierte der König in Elgin. Dort bereitete er die Gründung des Klosters Pluscarden vor, das er möglicherweise als Dank für die Niederschlagung der Macwilliam-Rebellionen stiftete.